# Dhanakaul Pachhiyati
Dhanakaul Pachhiyati – gaun wikas samiti w środkowej części Nepalu  w strefie Dźanakpur w dystrykcie Sarlahi. Według nepalskiego spisu powszechnego z 2001 roku liczył on 694 gospodarstw domowych i 3547 mieszkańców (1720 kobiet i 1827 mężczyzn).